# جونس ماچیولیس
جونس ماچیولیس (انگلیسی: Jonas Mačiulis؛ زادهٔ ۱۰ فوریهٔ ۱۹۸۵) بازیکن بسکتبال اهل لیتوانی است.
از باشگاه‌هایی که در آن بازی کرده‌است می‌توان به المپیا میلان، باشگاه بسکتبال پاناتینایکوس، و باشگاه بسکتبال رئال مادرید اشاره کرد.
وی در مسابقات کشوری و بین‌المللی در مجموع برندهٔ ۲ مدال طلا، ۴ مدال نقره، ۳ مدال برنز شده‌است.